# Jane Walerud
Jane Christine Walerud Boreta (nacida el 13 de noviembre de 1961) es una emprendedora e inversora con sede en Suecia. Ha estado involucrada en más de 15 startups desde principios de la década de 2000, incluyendo Klarna, Bluetail, Tobii Technology, Teclo Networks y GraphMaTech. Es miembro del Consejo de Innovación del Gobierno Sueco.

## Primeros años
Walerud nació en los Estados Unidos y se mudó a Suecia cuando tenía 20 años después de conocer a su esposo, Bengt. Estudió Psicología Cognitiva e Informática en la Universidad de Stanford. Jane y Bengt Walerud tienen una hija, Caroline, quien también es inversora privada y emprendedora.

## Carrera
Walerud trabajó como gerente de ventas en Erlang Systems en 1997. Dejó la empresa en 1998 para cofundar Bluetail, una compañía que desarrolló todos sus productos en Erlang. Posteriormente, la empresa fue vendida por $152 millones a Alteon Networks.
En 2004, conoció a Sebastian Siemiatkowski, fundador de Klarna, e invirtió €60,000 por el 10% de la compañía. También presentó a los fundadores a un equipo de programadores que los ayudó a construir su plataforma a cambio del 37% de las acciones.
Walerud fundó Teclo Networks con un nuevo equipo en 2010. Desarrollaron una tecnología para aumentar la velocidad de la banda ancha móvil. Después de seis años, ella y sus otros cofundadores vendieron Teclo Networks a Sandvine.
En 2016, Walerud invirtió en un entrenador digital en tiempo real para corredores y esquiadores de fondo llamado Racefox. Invirtió 6 millones de SEK en la compañía y se convirtió en uno de los miembros de la junta. En 2018, invirtió en una empresa de grafeno funcionalizada llamada Graphmatech.
También formó su propia empresa de riesgo llamada Walerud Ventures junto con su esposo, Bengt, y su hija, Caroline. Se unen a empresas en fases iniciales y semilla, centrándose en alta tecnología como inteligencia artificial, biología sintética y durabilidad.

## Premios
En 2015, Jane fue elegida para el Salón de la Fama de Startups Suecas de SUP46.
En 2017, recibió una medalla de oro de la Real Academia Sueca de Ciencias de la Ingeniería.
La Semana de Negocios de Suecia la nombró una de las mujeres más poderosas de Suecia en 2017, 2018, 2019, y 2020.
En 2019, fue galardonada con la Medalla del Rey de Suecia por sus significativos esfuerzos en los negocios suecos.